# Water-polo en France
Cet article concerne le water-polo en France.

## Histoire
Le premier club français est fondé à Lille en 1895 : les Pupilles de Neptune de Lille. Trois ans plus tard à Paris est fondé le club la Libellule de Paris. L'USFSA prend en charge la discipline en 1895 et met en place un championnat l'année suivante.

## Organisation
Le water-polo est géré en France par une commission de la Fédération française de natation (FFN) fondée le 20 novembre 1920. Avant cette date, c'était l'Union des sociétés françaises de sports athlétiques (USFSA) qui gérait le water polo français depuis 1895. 
Les équipes de France féminines et masculines représentent la France dans les compétitions internationales. 
Pour les clubs, le championnat de France masculin se tient depuis 1896 et pour les dames depuis 1983. La Société de natation de Strasbourg est le tenant du titre masculin.

## Compétitions
La Ligue Promotionnelle de Water-Polo (LPWP), créée en janvier 2013, organise les compétitions nationales disputées par les équipes de plus haut niveau sportif (1re Division) :
- le Championnat de France Pro A masculin,
- le Championnat de France Pro A féminin,
- la Coupe de la Ligue masculine Emmanuel Ducher,
- la Coupe de la Ligue féminine.

### Championnat de France masculin
| 1re Division | Pro A | Pro A       | Pro A       | Pro A       | Pro A       | Pro A       | Pro A       | Pro A       | Pro A       | Pro A       | Pro A       | Pro A       |
| 1re Division | Poule unique 9 équipes en 2016-2017 (9 depuis 2015-2016, 10 en 2014-2015, 12 équipes en 2013-2014)                             |             |             |             |             |             |             |             |             |             |             |             |
| 2e Division  | Nationale 1 | Nationale 1 | Nationale 1 | Nationale 1 | Nationale 1 | Nationale 1 | Nationale 1 | Nationale 1 | Nationale 1 | Nationale 1 | Nationale 1 | Nationale 1 |
| 2e Division  | Poule unique 12 équipes en 2016-2017 (13 en 2015-2016, 11 en 2014-2015)                                                        |             |             |             |             |             |             |             |             |             |             |             |
| 3e Division  | Nationale 2 | Nationale 2 | Nationale 2 | Nationale 2 | Nationale 2 | Nationale 2 | Nationale 2 | Nationale 2 | Nationale 2 | Nationale 2 | Nationale 2 | Nationale 2 |
| 3e Division  | 2 Poules de 7 en 2024-2025 (10 en 2015-2016, 2 poules de 8 équipes en 2014-2015)                                               |             |             |             |             |             |             |             |             |             |             |             |
| 3e Division  | |             |             |             |             |             |             |             |             |             |             |             |
| 4e Division  | Nationale 3 | Nationale 3 | Nationale 3 | Nationale 3 | Nationale 3 | Nationale 3 | Nationale 3 | Nationale 3 | Nationale 3 | Nationale 3 | Nationale 3 | Nationale 3 |
| 4e Division  | Les équipes sont réparties par Zone (7) pour la phase régulière, puis les meilleures de chaque zone disputent une phase finale |             |             |             |             |             |             |             |             |             |             |             |

### Championnat de France féminin
| 1re Division | Pro A                                                                                                 | Pro A      | Pro A      | Pro A      | Pro A      | Pro A      | Pro A      | Pro A      | Pro A      | Pro A      | Pro A      | Pro A      |
| 1re Division | Poule unique, 5 équipes pour la saison 2016-2017 (5 équipes en 2014-2015)                             |            |            |            |            |            |            |            |            |            |            |            |
| 2e Division  | National 1                                                                                            | National 1 | National 1 | National 1 | National 1 | National 1 | National 1 | National 1 | National 1 | National 1 | National 1 | National 1 |
| 2e Division  | 10 équipes (Poule A : 3 équipes + Poule B : 4 équipes + Poule C : 3 équipes) pour la saison 2014-2015 |            |            |            |            |            |            |            |            |            |            |            |
|              | |            |            |            |            |            |            |            |            |            |            |            |